# William Nachtegael
William Nachtegael (3 augustus 1955) is een Belgische voormalige atleet, die gespecialiseerd was in het hoogspringen. Hij nam eenmaal deel aan de Europese kampioenschappen en tweemaal aan de Europese indoorkampioenschappen en werd eenmaal Belgisch kampioen.

## Biografie
Nachtegael nam in 1977 deel aan de Europees indoorkampioenschappen. Hij werd in de finale van het hoogspringen tiende. Een jaar later behaalde hij ook outdoor een finaleplaats op de Europese kampioenschappen. In 1980 nam hij voor de tweede keer deel aan de Europese indoorkampioenschappen, maar raakte niet voorbij de kwalificaties. In 1982 behaalde hij de Belgische titel.
Nachtegael was aangesloten bij Antwerp AC.

## Belgische kampioenschappen
| Onderdeel    | Jaar |
| ------------ | ---- |
| hoogspringen | 1982 |

## Persoonlijke records
| Onderdeel           | Prestatie | Datum            | Plaats   |
| ------------------- | --------- | ---------------- | -------- |
| hoogspringen        | 2,18 m    | 2 september 1978 | Praag    |
| hoogspringen indoor | 2,21 m    | 8 maart 1980     | Montreal |

## Palmares

### hoogspringen
- 1973:  BK AC - 2,06 m
- 1973: 8e EK junioren (U20) te Duisburg - 2,04 m
- 1974:  BK AC - 2,09 m
- 1975:  BK AC - 2,06 m
- 1977: 10e EK indoor te San Sebastian - 2,19 m
- 1977:  BK AC - 2,14 m
- 1978:  BK AC - 2,14 m
- 1978: 11e EK te Praag - 2,18 m
- 1980:  BK AC - 2,11 m
- 1980: 20e kwal. EK indoor te Sindelfingen - 2,15 m
- 1982:  BK AC - 2,14 m
- 1983:  BK AC - 2,14 m
- 1986:  BK AC - 2,11 m